# Århus (provincie)
Århus Amt (provincie Aarhus) is een voormalige provincie in centraal Denemarken op het schiereiland Jutland. De provinciehoofdplaats was Aarhus. Er woonden in 2006 ongeveer 661.370 inwoners in de provincie, die in totaal 4561 km² besloeg.
Per 1 januari 2007 werden de provincies in Denemarken afgeschaft. Århus maakt nu, met uitzondering van de gemeente Mariager, deel uit van de nieuwe regio Midden-Jutland. Mariager werd deel van de regio Noord-Jutland.

## Gemeenten
| - Aarhus - Ebeltoft - Galten - Gjern - Grenaa - Hadsten - Hammel - Hinnerup - Hørning - Langå - Mariager - Midtdjurs - Nørhald | - Nørre Djurs - Odder - Purhus - Randers - Rønde - Rosenholm - Rougsø - Ry - Samsø - Silkeborg - Skanderborg - Sønderhald - Them |

Hoofdstad (Inclusief Bornholm) · Midden-Jutland · Noord-Jutland · Seeland · Zuid-Denemarken

Tot 2007: Aarhus · Bornholm · Frederiksborg · Funen · Kopenhagen · Noord-Jutland · Ribe · Ringkjøbing · Roskilde · Storstrøm · Vejle · Vestsjælland · Viborg · Zuid-Jutland 